# Japhet Kosgei Kipkorir
Japhet Kosgei Kipkorir (* 20. Dezember 1968) ist ein kenianischer Marathonläufer.

## Leben
Nach Siegen beim Turin- und beim Venedig-Marathon 1998, gewann er 1999 den Lissabon-Halbmarathon und den Rotterdam-Marathon in 2:07:09 h, der zehntschnellsten Zeit des Jahres.
2000 siegte er beim Tokyo International Men’s Marathon in 2:07:15, der viertschnellsten Zeit des Jahres, und wurde Zweiter beim New-York-City-Marathon.
2001 wurde er Fünfter beim London-Marathon und wiederum Zweiter in New York City.
2003 gewann er den Biwa-See-Marathon, und 2005 wurde er Zweiter beim Vienna City Marathon.
2006 stellte er beim Belgrad-Marathon mit 2:10:54 den aktuellen Streckenrekord auf und wurde Siebter beim Chicago-Marathon.
2007 wurde er Neunter und 2008 Sechster beim Frankfurt-Marathon, und 2010 wurde er Neunter beim Dubai-Marathon.

## Sportliche Erfolge
| Datum/Jahr    | Rang | Wettbewerb                         | Austragungsort    | Distanz      | Zeit    | Bemerkung                                                |
| ------------- | ---- | ---------------------------------- | ----------------- | ------------ | ------- | -------------------------------------------------------- |
| 26. Okt. 2008 | 6    | Frankfurt-Marathon                 | Frankfurt am Main | Marathon     | 2:09:24 |                                                          |
| 28. Okt. 2007 | 9    | Frankfurt-Marathon                 | Frankfurt am Main | Marathon     | 2:11:01 |                                                          |
| 22. Okt. 2006 | 7    | Chicago-Marathon 2006              | Chicago           | Marathon     | 2:11:37 |                                                          |
| 22. Apr. 2006 | 1    | Belgrad-Marathon                   | Belgrad           | Marathon     | 2:10:54 | Streckenrekord                                           |
| 22. Mai 2005  | 2    | Vienna City Marathon               | Wien              | Marathon     | 2:15:15 | Zweiter hinter Mubarak Hassan Shami (2:12:20)            |
| 2. März 2003  | 1    | Biwa-See-Marathon                  | Ōtsu              | Marathon     | 2:07:39 |                                                          |
| 4. Nov. 2001  | 2    | New-York-City-Marathon 2001        | New York City     | Marathon     | 2:09:19 |                                                          |
| 22. Apr. 2001 | 9    | London-Marathon                    | London            | Marathon     | 2:10:45 |                                                          |
| 5. Nov. 2000  | 2    | New-York-City-Marathon 2000        | New York City     | Marathon     | 2:12:30 | Zweiter hinter Abdelkader El Mouaziz (2:10:09)           |
| 13. Feb. 2000 | 1    | Tokyo International Men’s Marathon | Tokyo             | Marathon     | 2:07:15 |                                                          |
| 18. Apr. 1999 | 1    | Rotterdam-Marathon                 | Rotterdam         | Marathon     | 2:07:09 | persönliche Bestzeit und zehntschnellste Zeit des Jahres |
| 21. März 1999 | 1    | Lissabon-Halbmarathon              | Lissabon          | Halbmarathon | 1:00:01 |                                                          |
| 25. Okt. 1998 | 1    | Venedig-Marathon                   | Venedig           | Marathon     | 2:11:27 |                                                          |
| 10. Mai 1998  | 1    | Turin-Marathon                     | Turin             | Marathon     | 2:09:59 |                                                          |

## Persönliche Bestzeiten
- Halbmarathon: 1:00:22 h, 1. Oktober 2000, Udine
- Marathon: 2:07:09 h, 18. April 1999, Rotterdam